# Лимановка (Крым)
Лима́новка (укр. Лиманівка, крымскотат. Limanovka, Лимановка) — исчезнувшее село в Сакском районе Республики Крым (согласно административно-территориальному делению Украины — Автономной Республики Крым)? сейчас — территория городского округа Евпатория (согласно административно-территориальному делению Украины — Евпаторийский горсовет Автономной Республики Крым), район Морской улицы на западе города.

## История
Впервые в доступных источниках Лимановка встречается на карте южного Крыма 1936 года. После освобождения Крыма от фашистов, 12 августа 1944 года было принято постановление № ГОКО-6372с «О переселении колхозников в районы Крыма» и в сентябре 1944 года в район приехали первые новосёлы (150 семей) из Киевской и Каменец-Подольской областей, а в начале 1950-х годов последовала вторая волна переселенцев из различных областей Украины. С 25 июня 1946 года Лимановка в составе Крымской области РСФСР. 26 апреля 1954 года Крымская область была передана из состава РСФСР в состав УССР. Время включения в состав Ромашкинского сельсовета пока не установлено: на 15 июня 1960 года село уже числилось в его составе. 1 января 1965 года, указом Президиума ВС УССР «О внесении изменений в административное районирование УССР — по Крымской области», Евпаторийский район был упразднён и село включили в состав Сакского (по другим данным — 11 февраля 1963 года). К 1968 году Лимановка была передана в Уютненский сельский совет, а к 1977 году ликвидирована.